# دهستان حومه (لامرد)
دهستان حومه نام دهستانی در بخش مرکزی شهرستان لامرد، استان فارس در ایران است. براساس سرشماری مرکز آمار ایران در سال ۱۳۸۵، جمعیت آن ۴۰۸۷ نفر (۸۹۹ خانوار) بوده‌است.